# Кошманенко Володимир Дмитрович
Кошманенко Володимир Дмитрович (народився 28 липня 1943 р., місто Дніпро, Україна) — український математик, доктор фізико-математичних наук, професор, провідний науковий співробітник Інституту математики НАН України.
Понад три десятки років В. Д. Кошманенко читав курси лекцій в Київському університеті імені Тараса Шевченка, Національному педагогічному університеті імені М. П. Драгоманова, Національному університеті «Києво-Могилянська академія».

## Біографія
Народився 28 липня 1943 р. у місті Дніпропетровськ.
У 1966 році закінчив Дніпропетровський державний університет.
У 1970 році здобув ступінь кандидата фізико-математичних наук (науковий керівник проф. Березанський Ю. М.).
У 1985 році здобув ступінь доктора фізико-математичних наук (опоненти Бірман М. Ш.,  Арефьєва І. Я., Портенко М. І.).
В 1992 році отримав звання професора.
З 1970 року по теперішній час працює в Інституті математики НАН України спершу на посадах молодшого, старшого, а тепер — провідного наукового співробітника.

## Професійна активність
- Член Вченої ради Інституту математики НАН України

- Член Київського математичного товариства

- Член редколегії журналу Methods of Functional Analysis and Topology [Архівовано 29 грудня 2016 у Wayback Machine.]

- Керівник семінару Складні системи конфлікту: динаміка, моделі, спектральний аналіз в Інституті математики НАН України

## Відзнаки
2012 — Премія НАН України імені Ю. О. Митропольського.
2018 — Премія НАН України імені М.О. Лаврентьєва.

## Царина наукових досліджень
Наукові дослідження стосуються функціонального аналізу, теорії операторів, математичної фізики, побудови моделей динамічних систем конфлікту. Зокрема, ввів поняття та дав визначення чисто сингулярної квадратичної форми, провів класифікацію таким формам. Дав визначення сингулярно збуреного оператора. Дослідив задачу на власні значення в теорії сингулярних збурень. Встановив пераметризацію суперсингулярним збуренням. 
Увів поняття динамічної системи конфлікту і довів теорему про конфлікт. Довів теорему про відновлення дискретного спектра фізичної системи  внаслідок її взаємодії з джерелом сингулярного спектра. Визначив поняття структурно-подібної множини й міри, яке узагальнює властивість самоподібності  з фрактальної геометрії  і застосовується для опису структури тонких множин у моделях генетичного коду. Також запропонував динамічну модель складної системи  з конфліктною взаємодією та циклічними міграціями. Побудував теорію конфліктної взаємодії між альтернативними стихіями типу Вогонь – Вода й довів існування циклічних траєкторій. Розв'язав проблему оптимальної стратегії в моделі конфліктного перерозподілу ресурсного простору. Знайшов умови виникнення точкового спектру в граничних  розподілах динамічних систем конфлікту з фрактальним подрібненням простору.  

## Основні публікації
- T. Karataieva, V. Koshmanenko, Existence of Compromise States in the Competition of Alternative Opponents in the Presence of External Support, Journal of Mathematical Sciences, 282(6), 1-24, (2024) DOI: 10.1007/s10958-024-07228-4
- T.V. Karataieva, V.D.  Koshmanenko  A model of conflict society with external influence,    Journal of Mathematical Sciences, Vol. 272, No. 2,   244-266 (2023).     DOI 10.1007/s10958-023-06414-0
- Karataieva T., Koshmanenko V., Equilibrium states of the dynamic conflict system for three players with a parameter of influence of the ambient environment, Journal of Mathematical Sciences, 2023, 274, No. 6,  861-880. DOI 10.1007/s10958-023-06649-
- V. D. Koshmanenko, O. R. Satur. Sure event problem in multicomponent dynamical systems with attractive interaction. Journal of Mathematical Sciences, 249(4):629–646, (2020), doi: 10.1007/s10958-020-04962-3.
- І. В. Веригіна, В.Д.~Кошманенко,     Задача про оптимальну стратегію     в моделі конфліктного перерозподілу ресурсного простору, Укр. матем. журн.,   {\bf 69}, № 7, 905 -- 911, (2017).
- V. Koshmanenko, O. Satur, V. Voloshyna. Point spectrum in conflict dynamical  systems with fractal partition. Methods Funct. Anal. Topology, 25(4):324–338, (2019).
- Tatiana Karataieva, Volodymyr Koshmanenko, Malgorzata J. Krawczyk, Krzysztof Kulakowski. Mean field model of a game for power. Phys. A, 525:535–547, 2019,  doi: 10.1016/j.physa.2019.03.110.
- Кошманенко, В. Спектральна теорія динамічних систем конфлікту. - Київ: Наукова думка, 2016. - 288 с.

- Koshmanenko, V.; Dudkin M. Method of Rigged Spaces in Singular Perturbation Theory of Self-adjoint Operators. Birkhäuser, 2016, 237p.

- Koshmanenko, V. Singular Quadratic Forms in Perturbation Theory, Kluwer, Dordrecht, 1999.

- Koshmanenko, V.; Samoilenko, I. The conflict triad dynamical system. Commun. Nonlinear Sci. Numer. Simul. 16, No. 7, 2917-2935 (2011).

- Albeverio, S.[en]; Konstantinov,  A.; Koshmanenko, V. Remarks on the Inverse Spectral Theory for Singularly Perturbed Operators, Operator Theory: Advance and Appl., 190, 115-122 (2009).

- Albeverio, S.[en]; Koshmanenko, V.; Samoilenko, I. The conflict interaction between two complex systems: Cyclic migration, J. Interdisciplinary Math., 11, No 2, 163-185, (2008).

- Koshmanenko, V. Construction of singular perturbations by the method of rigged Hilbert spaces, Journal of Physics A: Mathematical and General, 38, 4999-5009 (2005).
  - V. Koshmanenko, Theorem of conflicts for a pair of probability measures, Math. Methods of Operations Research, 59, 303--313, (2004).